# 펄츠
펄츠(영어: Purch, Inc.)는 미국 유타주에 위치한 온라인 출판 회사이다. 이전 명칭은 테크미디어네트워크(TechMediaNetwork, Inc, TMN)였다.
현재 다음과 같은 서비스 및 회사 등을 소유하고 있다.
- 비지니스 뉴스 데일리 (BusinessNewsDaily)
- 바이어 존 (BuyerZone)
- 허먼 스트리트 (Herman Street)
- 이노베이션 뉴스 데일리 (InnovationNewsDaily)
- 아이패드 뉴스 데일리 (iPadNewsDaily)
- IT 테크 뉴스 데일리 (IT TechNewsDaily)
- 랩톱 매거진(LAPTOP Magazine), Laptopmag.com
- 라이프스 리틀 미스터리 (Life's Little Mysteries)
- 라이브 사이언스 (LiveScience)
- 마이 헬스 뉴스 데일리 (MyHealthNewsDaily)
- 뉴사라마 (Newsarama)
- 노스 오리온 (North Orion)
- 아워 어매이징 플랜트 (OurAmazingPlanet)
- 세큐리티 뉴스 데일리 (SecurityNewsDaily)
- 스페이스닷컴 (Space.com)
- 테크 뉴스 데일리 (TechNewsDaily)
- 탐스 하드웨어 (Tom's Hardware)
- 톱 텐 리뷰 (TopTenREVIEWS)